# Friedrich Dolezalek (Chemiker)

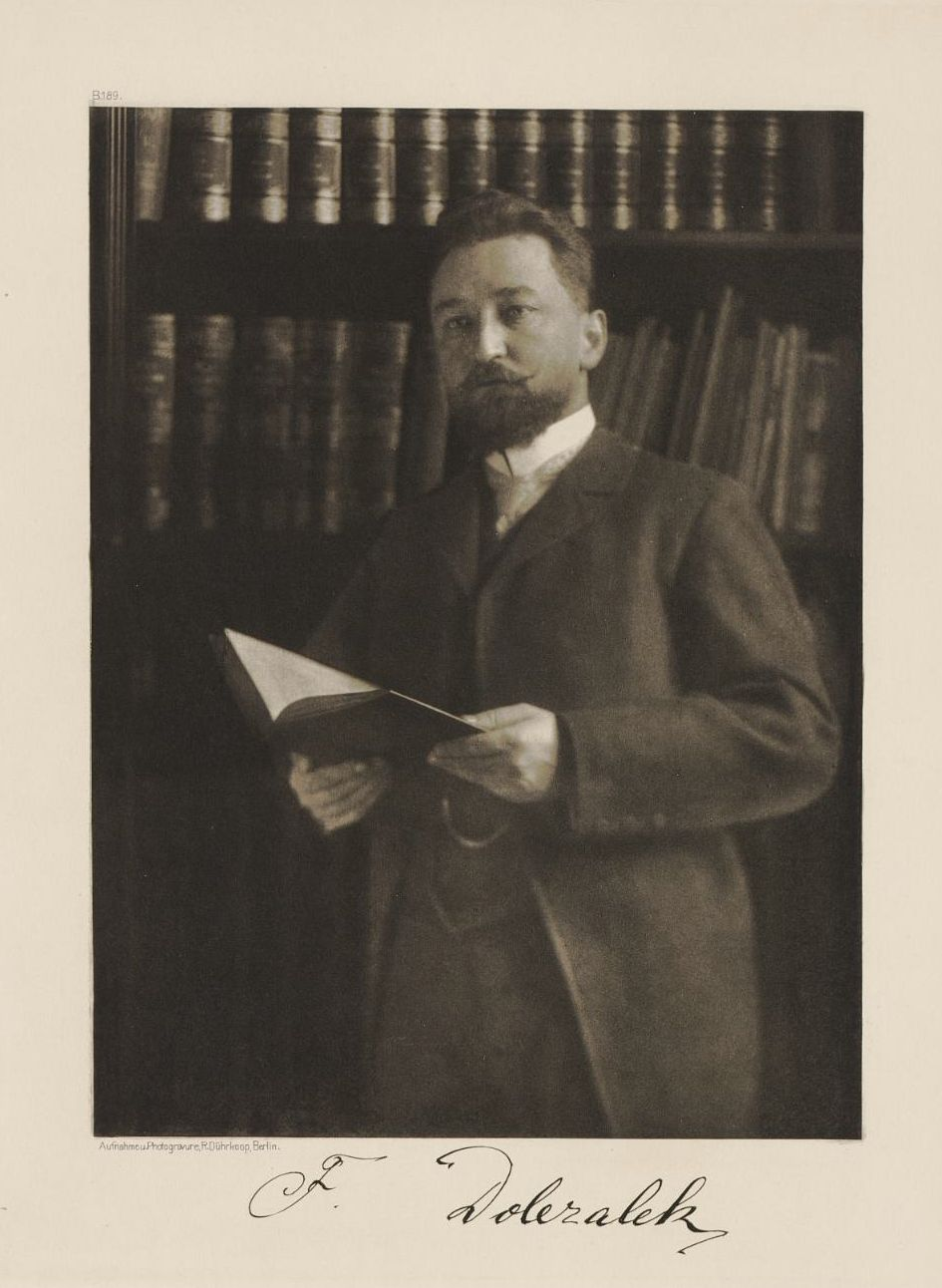
Friedrich Dolezalek, 1907, Foto von Rudolf Dührkoop

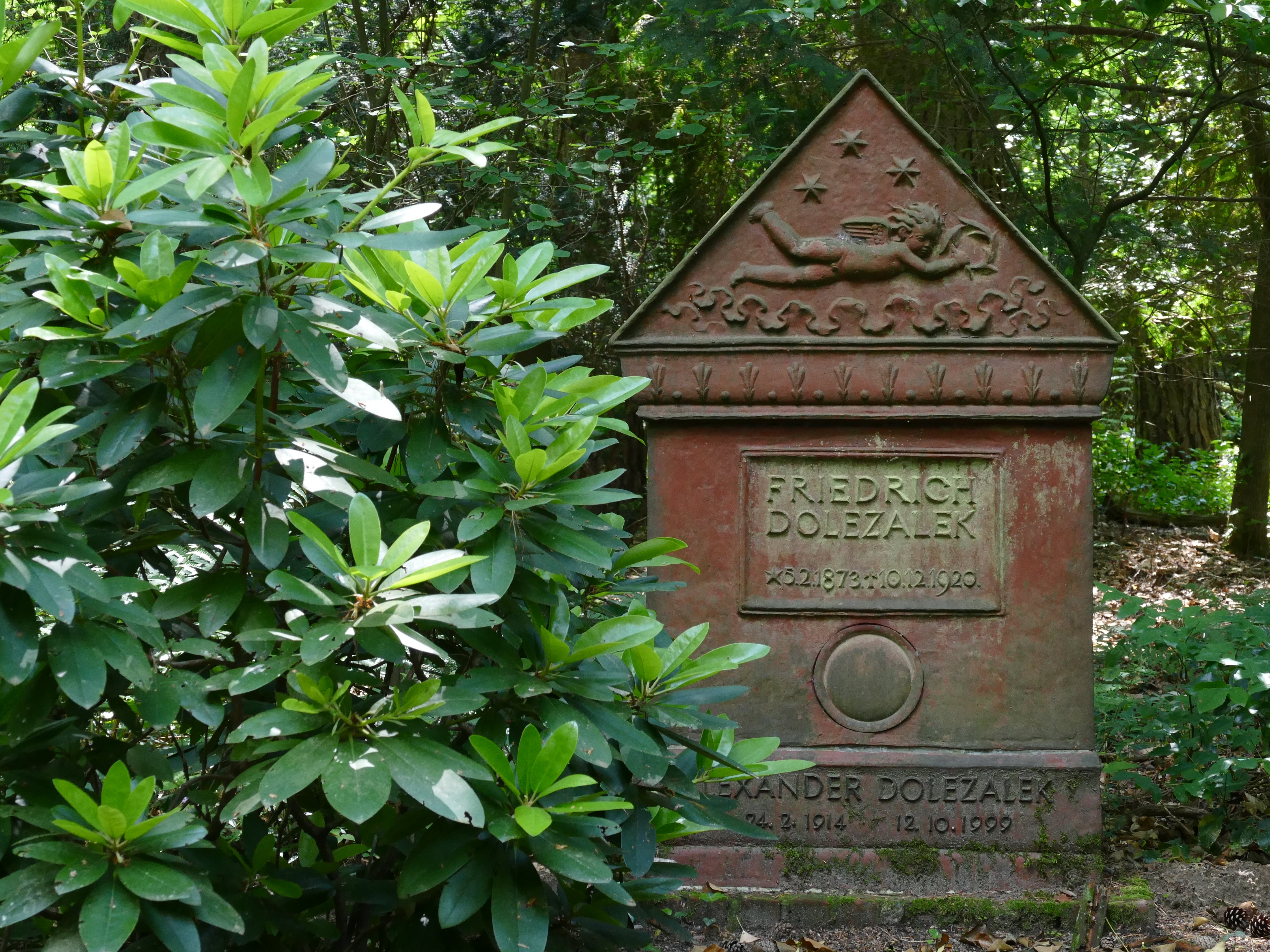
Grab von Friedrich Dolezalek auf dem Südwestkirchhof Stahnsdorf

Friedrich Dolezalek (* 5. Februar 1873 in Sziget, Ungarn; † 10. Dezember 1920 in Berlin) war ein deutscher Chemiker und Hochschullehrer für physikalische Chemie an der Technischen Hochschule (Berlin-)Charlottenburg.

## Leben
Die Familie des Eisenbahnbauingenieurs Karl Dolezalek zog kurz nach der Geburt des Sohnes Friedrich mit dem älteren Sohn Carl Anton Vincens in das schweizerische Göschenen. Dort wirkte Karl Dolezalek am Bau des Gotthardtunnels mit. 1877 wurde Karl als Professor an die Technische Hochschule Hannover berufen. Friedrich besuchte bis 1893 das Realgymnasium in Hannover.
Anschließend studierte er bis 1895 Chemie und Elektrotechnik an der Technischen Hochschule Hannover. Er wechselte an die Georg-August-Universität Göttingen, wo er bis 1897 physikalische Chemie und Elektrochemie studierte. Die anschließenden drei Jahre war er Assistent beim späteren Nobelpreisträger Walther Nernst und promovierte dort 1898 mit dem Thema Zur thermodynamischen Theorie homogener Gemische. Es schlossen sich einige kürzere Arbeitsverhältnisse an: Von 1900 bis 1901 war er wissenschaftlicher Mitarbeiter bei der Physikalisch-Technischen Reichsanstalt, dann bei Siemens & Halske, wo er bis 1904 die Pupinspule und den Bau von Hochfrequenzmaschinen verbesserte. 1902 habilitierte sich Friedrich Dolezalek an der Technischen Hochschule Charlottenburg und wurde 1904 als Dozent an die neugegründete Technische Hochschule Danzig berufen.
Bereits 1905 wechselte er zurück an die Universität Göttingen, wo er als Nachfolger Nernsts die kommissarische Leitung des Instituts für physikalische Chemie übernahm. Zwei Jahre später wechselte er an die Technische Hochschule Charlottenburg, wo er 1907 als ordentlicher Professor für Physik und physikalische Chemie, ab 1913 für physikalische Chemie und Elektrochemie, berufen wurde. Nach Beginn des Ersten Weltkriegs wurde er als Offizier dem Ingenieurkomitee zugeteilt und arbeitete dort an Horchgeräten für Miniergeräusche und neuen Methoden zum Auffinden von Erzen.
Nach dem Krieg setzte Friedrich Dolezalek die unterbrochene Aufbauarbeit für das elektrochemische Institut fort und verstarb krankheitsbedingt kurz nach der Eröffnung desselben. Seine Grabstätte befindet sich auf dem Südwestkirchhof Stahnsdorf.
Dolezalek war seit 1900 in erster Ehe mit Helene Samwer (1873–1908) verheiratet, einer Tochter von Karl Samwer. 1910 heiratete er Paula Maria Bomhoff († 1955), eine Tochter des Bauunternehmers Johann Bomhoff in Westerland (Insel Sylt), und hatte mit ihr zwei Söhne und eine Tochter, darunter Alexander Dolezalek (1914–1999).

## Schriften (Auswahl)
- Über ein hochempfindliches Quadrantenelektrometer, Göttingen 1897. E.T.Z. 1897, S. 33
- Theorie der Dampfspannung homogener Gemische, Göttingen 1897. Ph. Ch. 26, S. 321
- Die Theorie des Bleiakkumulators, Habilitation, W. Knapp, Halle a. S.,1901, Übersetzungen ins Amerikanische (1904) und Französische (1902)
- Zur Theorie der binäre Gemische und konzentrierten Lösungen I - VII, 1908–1921, Z. Phys. Chemie 64 (S. 727), 71 (S. 191), 83 (S. 40 und 45), 93 (S. 585), 94 (S. 72), 98 (S. 395), davon fünf zusammen mit Mitarbeitern.